# 竹圍漁港

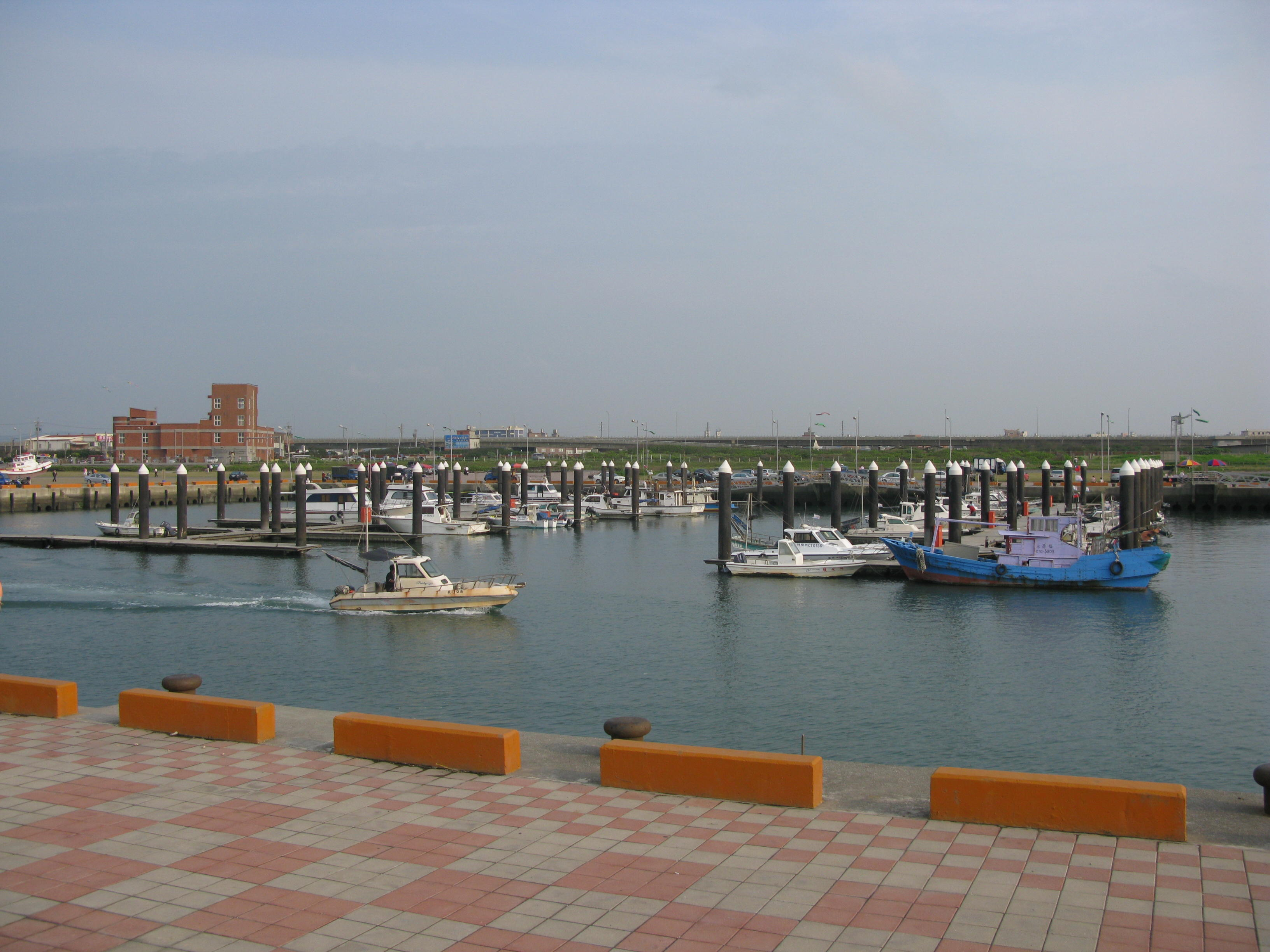
竹圍漁港休閒碼頭

竹圍漁港位於臺灣桃園市大園區沙崙里及蘆竹區海湖里（下海湖）的交界處，距離桃園國際機場僅三公里。主要漁獲物有鰆魚、鯊魚、黑鯧、小卷、鰹魚、烏魚等。
自2000年以來，該港已朝觀光休閒漁港發展。港內設有魚貨直銷中心，與基隆市的碧砂漁港及新北市石門區的富基漁港並稱為北台灣三大漁獲供銷重地。
由台15線濱海公路進入漁港時會經過一座彩虹橋。該橋為單跨度180 公尺，高31公尺的紐爾遜鋼拱橋，成為該漁港的觀光地標。

## 歷史
竹圍漁港的前身為許厝港，最早可以追溯到明鄭時期，在乾隆年間曾是台灣重要的商港，商船與漁船往來頻繁。到了日治時期，日本長崎縣有三戶漁業移民來此定居，以釣漁業為主要作業方式，為當地漁業發展注入新活力。
國民政府來台後，1928年，桃園郡漁業組合成立，正式展開有組織的漁業發展。1952年，在現今的竹圍漁港位置設置了曳船道，開啟了正式的漁港建設。1959年，桃園縣政府與大園等鄉公所籌資70餘萬元，興建250公尺長的北防波堤。經過台灣省政府與中國農村復興聯合委員會的後續投資，漁港於1968年完工。
1988年，一個重要的轉捩點出現。台灣中油提議與漁業單位合作開發漁港，雙方共同分擔東西防波堤與內堤的擴建經費。1993年改建完工後，漁港擁有343.5公尺的碼頭與1.4公頃的泊地，為漁民提供更好的作業環境。
進入21世紀後，竹圍漁港開始朝向觀光休閒發展。2000年代，漁港增設了魚貨銷售中心，與基隆的碧砂漁港、新北市的富基漁港並列為北台灣三大漁獲供銷重地。漁港的地標性建築「彩虹橋」，以180公尺跨度、31公尺高的紐爾遜鋼拱橋設計，成為遊客必訪景點。近年來，桃園市政府投入大量資源改善漁港設施。包括遊艇碼頭專區、彩虹橋維護、薄膜天幕等設施。
- 1952年，該地區曾設置曳船道。
- 1959年，桃園縣政府及大園等鄉公所籌款興建北防波堤250公尺，水深2公尺。
- 1962年，台灣省政府及中國農村復興聯合委員會分別撥款補助，最後於1968年完工。
- 1988年，台灣中油提議與漁業單位共同合作開發本港，其中東、西防波堤、內堤等擴建由雙方共同分擔經費，漁港碼頭與泊地則由漁業單位負擔。
- 1993年，改建完工後碼頭長度343.5公尺，水深3公尺，泊地1.4公頃。目前則已擴建至水深1.5公尺、碼頭長度410公尺之內泊地1.1公頃，及水深3.0公尺、碼頭長度460公尺之外泊地1.4公頃，另有水深4.0公尺、碼頭長度421公尺之台灣中油公司工作泊地1.3公頃。

## 漁港潮位
| 單位 | 最高潮位 | 大潮平均高潮位 | 平均潮位 | 大潮平均低潮位 | 最低潮位 |
| ---- | -------- | -------------- | -------- | -------------- | -------- |
| 公尺 | +4.30    | +3.40          | +1.76    | +0.06          | -        |

## 交通指南
- 桃園內環線，往台灣桃園國際機場方向續行，接台4線，往竹圍漁港方向續行，於福園宮或彩虹橋進入
- 中山高速公路桃園交流道出口，循台4線，往竹圍漁港方向續行，於福元宮或彩虹橋進入
- 台15線西濱公路：往桃園市大園區方向續行，依循竹圍漁港方向續行，於福元宮或彩虹橋進入
- 搭乘桃園客運的桃園－竹圍漁港（經南崁）路線公車
- 台北市松山機場搭乘亞通客運，到福元宮下車

## 聯外交通
- 台61線
- 台4線
- 台15線
- 台15甲線
- 108市道
- 桃22區道
- 釣魚網紅 李曉漁
- 南堤 午仔魚
- 北堤
- 新北堤
- 合興釣具
- 佳興釣具行

## 周邊景點
- 竹圍海水浴場
- 彩虹橋
- 豬鼻子沙灘
- 海湖地景公園
- 海口運動公園
- 航空港旋轉餐廳
- 彩虹棒球場
- 南非航空空難紀念碑
- 遊艇碼頭
- 烏巷創意咖啡廳

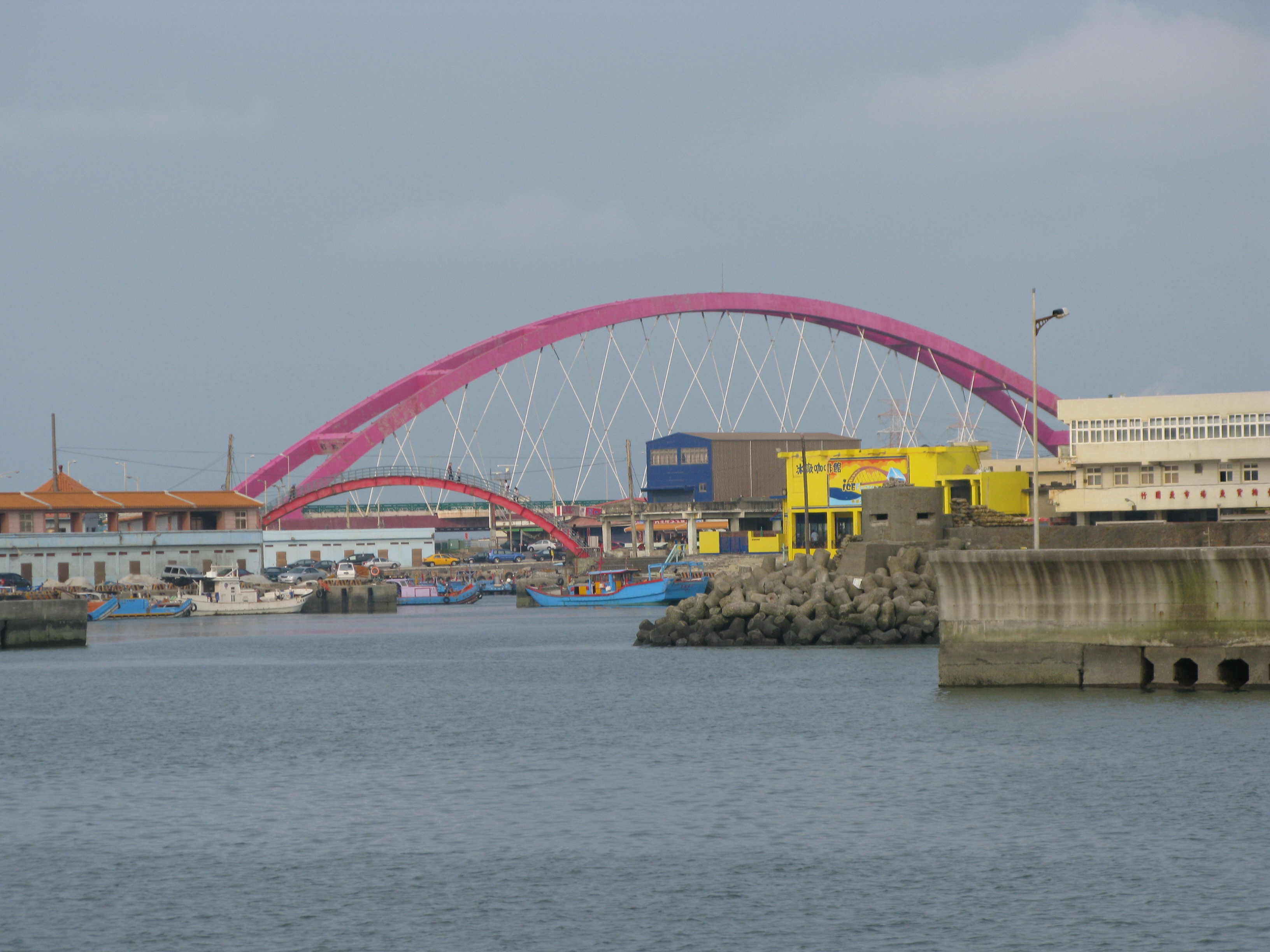
竹圍彩虹橋
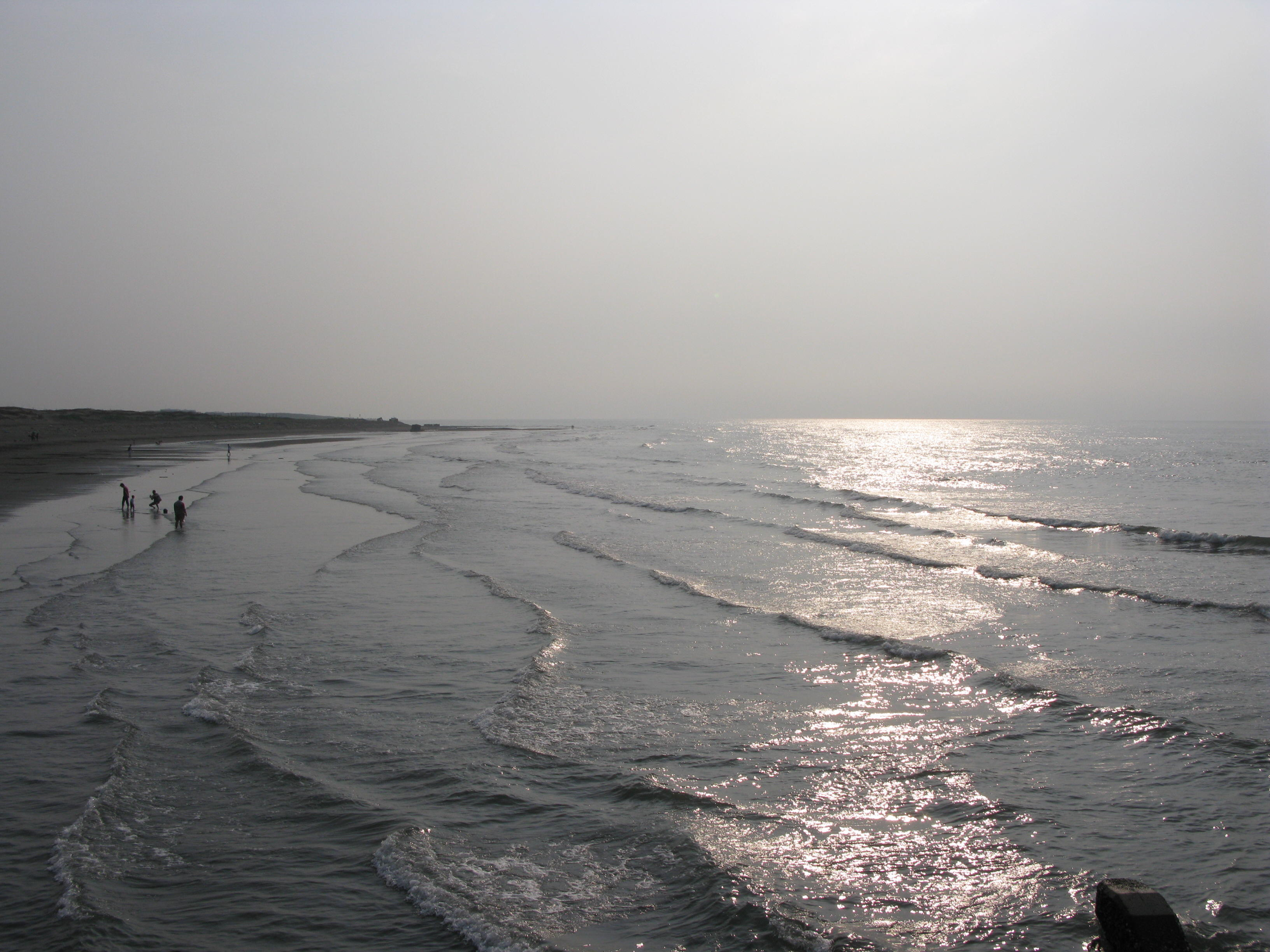
日落的竹圍海邊
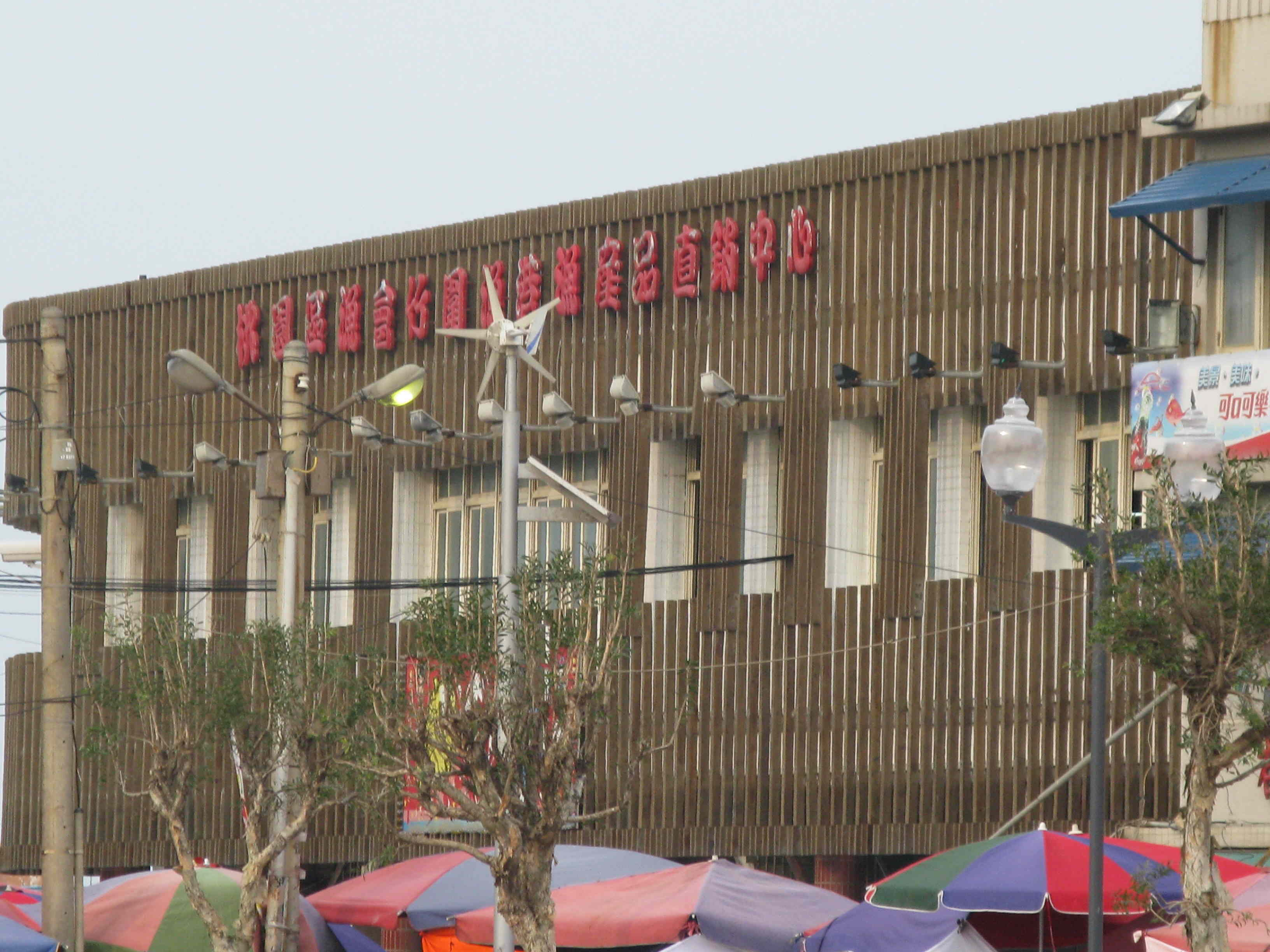
竹圍港漁市直銷中心
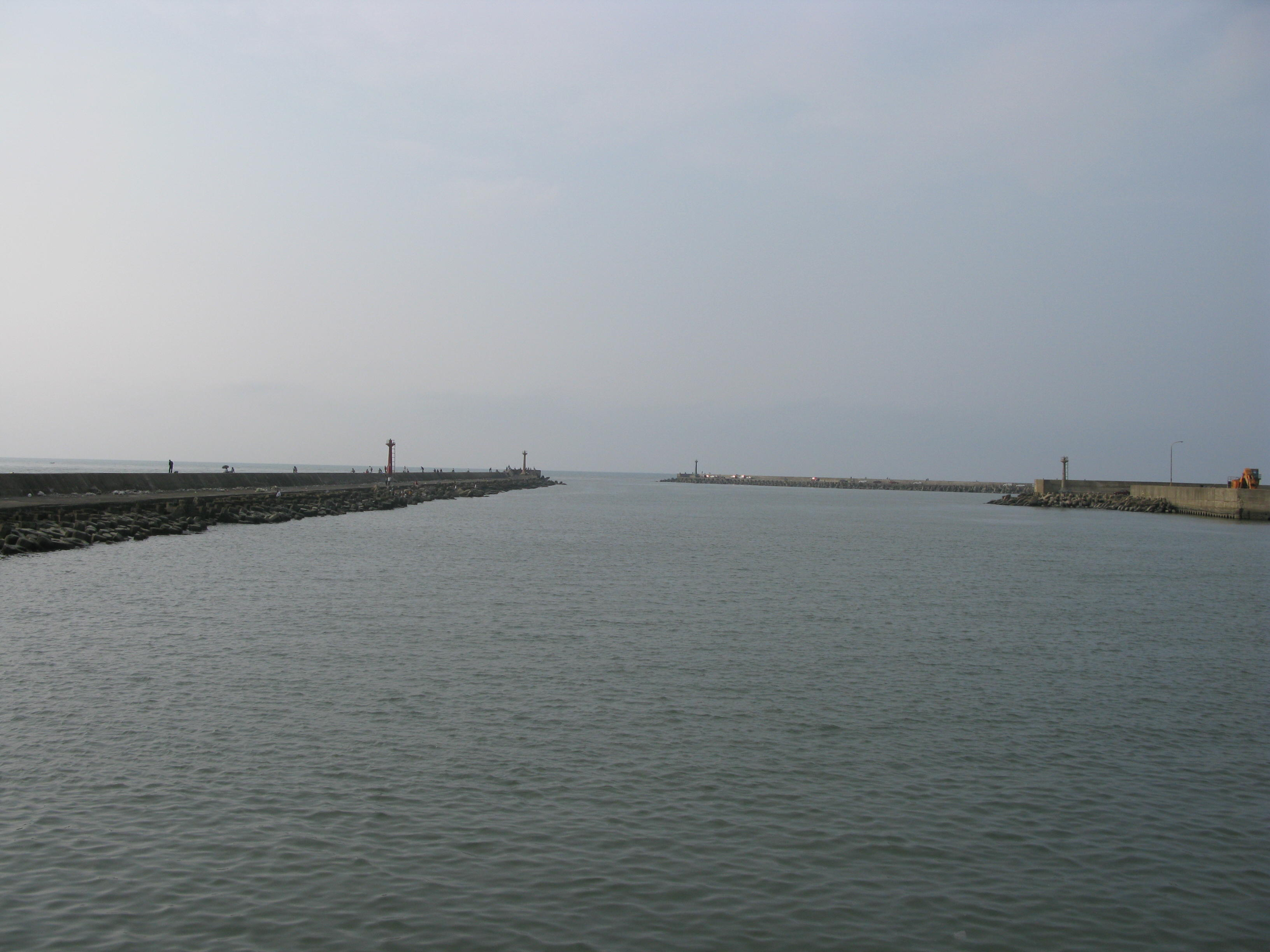
港口堤防
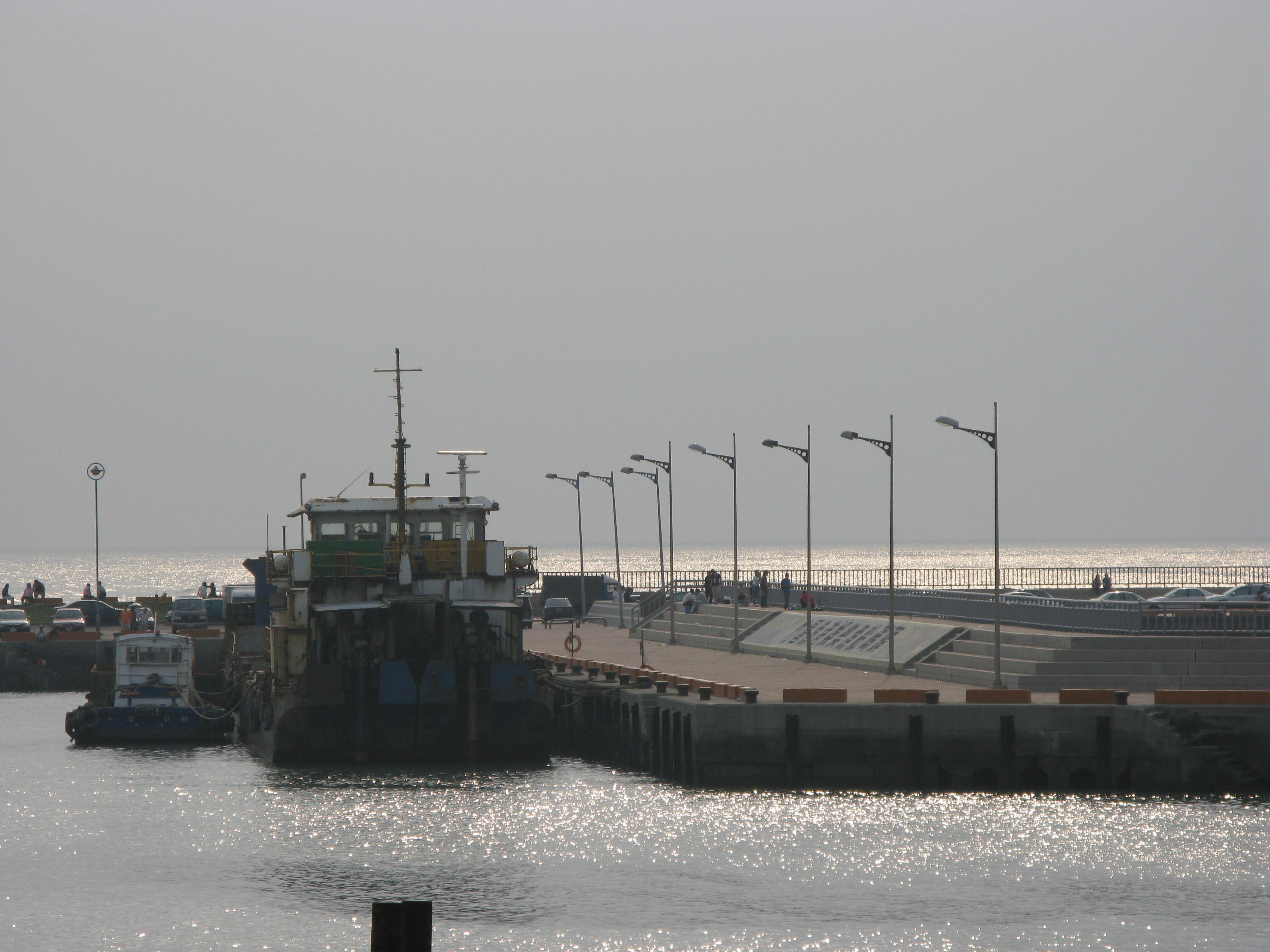
碼頭與停泊的船
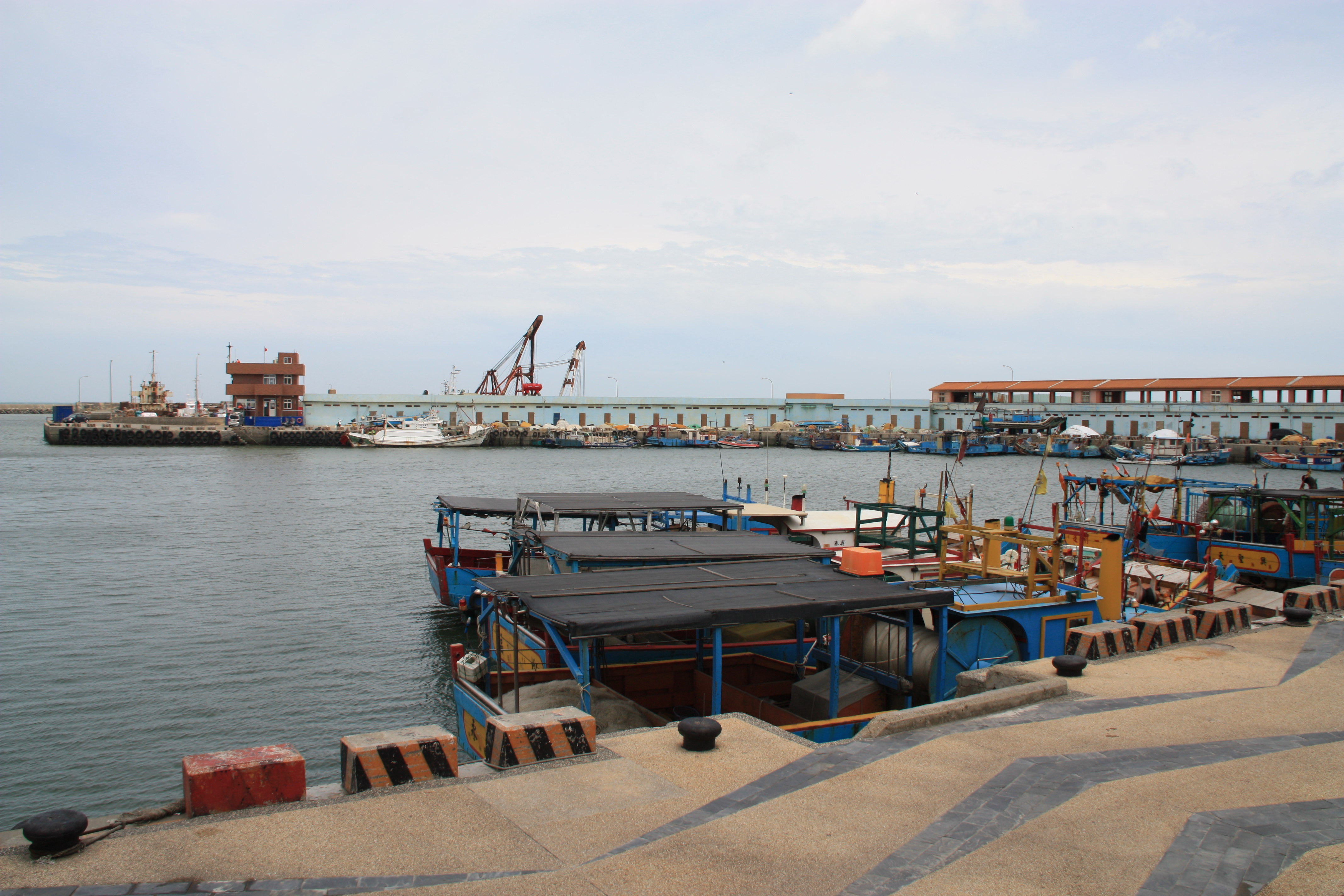
竹圍漁港
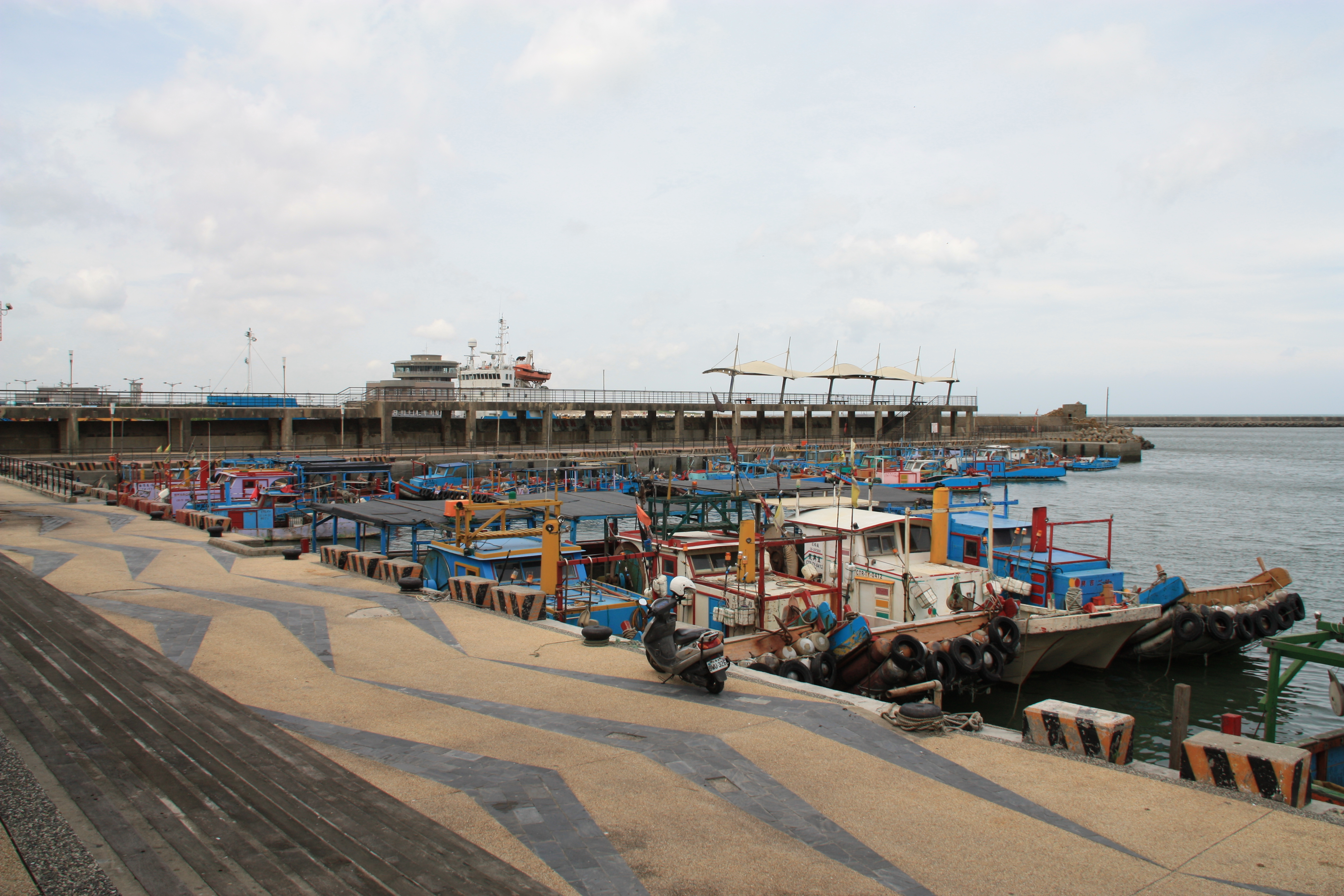
竹圍漁港